# Henker, Frauen und Soldaten
Pour plus de détails, voir Fiche technique et Distribution.
Henker, Frauen und Soldaten (littéralement en français : Bourreaux, femmes et soldats) est un film allemand réalisé par Johannes Meyer, sorti en 1935.

## Synopsis
Le capitaine Michael von Prack, un pilote casse-cou de la Première Guerre mondiale, est prisonnier de guerre des Anglais en Asie mineure. Il s'échappe avec un avion anglais jusqu'en Prusse orientale, toujours en guerre. Dans un bar, il rencontre le capitaine Eckau, qui veut monter un corps franc contre les Russes, et le rejoint. Dans le même temps, il rencontre la jolie Russe Vera Ivanovna. Elle le confond d'abord avec son cousin, le général russe Alexeï Alexandrovich von Prack, qui lui ressemble beaucoup et dont elle est amoureuse. Ce dernier mène la troupe contre laquelle se bat le corps franc. Sur le chemin vers le lieu du combat, Michael revoit Vera, qui est aussi une espionne russe. Bien qu'elle se soit rendu compte de sa confusion, elle passe une nuit d'amour avec Michael, avant de revenir au quartier général russe. Quand Alexeï apprend cette liaison, il jure la mort de Michael, qu'il déteste depuis l'enfance, et tend un piège au corps franc. Il met en duel Michael. Alexeï est tué, Michael gravement blessé. Comme ils ont délaissé leurs uniformes, les Russes ramènent Michael à leur quartier général. Alors que Vera reconnaît Michael, ce dernier a pris des renseignements qui lui permettent de donner une meilleure position au corps franc. Vera hésite entre l'amour et le patriotisme. Elle choisit le patriotisme et va voir le commissaire russe. Avant de pouvoir être arrêté, Michael s'enfuit. Le corps franc attaque les Russes et prend leur quartier général. Vera meurt sous les décombres, Michael est tué durant les combats.

## Fiche technique
- Titre : Henker, Frauen und Soldaten
- Réalisation : Johannes Meyer assisté de Hans Müller
- Scénario : Max W. Kimmich d'après le roman Ein Mannsbild namens Prack de Friedrich Reck-Malleczewen
- Photographie : Franz Koch
- Montage : Gottlieb Madl
- Musique : Peter Kreuder
- Direction artistique : Max Seefelder (de), Josef Franz Strobl
- Costumes : Hermann Dor, Frieda Saumweber
- Son : Friedrich Wilhelm Dustmann
- Producteur : Otto Ernst Lubitz (de)
- Société de production : Bavaria Film
- Pays d'origine :  Reich allemand
- Format : Noir et blanc — 35 mm — 1,37:1 — Son : Mono
- Genre: Film de guerre
- Durée : 92 minutes
- Dates de sortie : 
  -  Reich allemand : 19 décembre 1935
  -  Suède : 19 septembre 1936
  -  Danemark : 18 janvier 1937

## Distribution
- Hans Albers : Michael von Prack / Alexeï Alexandrowitsch von Prack
- Charlotte Susa : Vera Ivanovna
- Jack Trevor (en) : Captain MacCallum
- Ernst Dumcke : Hauptmann Eckau
- Hubert von Meyerinck : Lensberg
- Annie Markart : Marianne, dite Mary
- Otto Wernicke : Pieter Timm
- Gustav Püttjer : Tetje Eckers
- Fritz Genschow : Buschke
- Gerhard Bienert : Kossmann
- Bernhard Minetti : Le commissaire
- Paul Rehkopf : Le jardinier
- Fita Benkhoff : L'effrontée
- Charlotte Radspieler : Le drôle
- Aribert Wäscher : Le directeur général Brosuleit
- Vera Schwarz : La naïve
- Oskar Marion : Lieutenant Lessen

## Crédit d’auteurs
- (de) Cet article est partiellement ou en totalité issu de l’article de Wikipédia en allemand intitulé « Henker, Frauen und Soldaten » (voir la liste des auteurs).